# Antonia Navarro Huezo
Antonia Navarro Huezo, född 1870, död 1891, var en salvadoransk ingenjör.
Hon blev 1889 den första kvinnan i Centralamerika att ta examen från ett universitet. 